# Europacup I hockey vrouwen 1995
De 22ste Europacup I hockey voor vrouwen werd gehouden van 2 tot en met 5 juni 1995 in Utrecht. Het deelnemersveld bestond uit 8 teams. HC Kampong won deze editie door in de finale Berliner HC te verslaan.

## Einduitslag
1.  HC Kampong 

2.  Berliner HC 

3.  HC Siauliai 

4.  Glasgow Western 

5.  Randalstown 

6.  Balsam Leicester 

7.  Stade Français 

8.  Swansea 